# 庶妃巴氏
庶妃巴氏（亦稱為筆什赫額捏福晉），清朝順治帝之庶妃。

## 生平
順治年間，揚州傳聞奉旨採買淑女時，順治帝特意澄清：「太祖、太宗制度，宮中從無漢女，且朕素奉皇太后慈訓，豈敢妄行。即天下太平之後，尚且不為，何况今日」，可見巴氏不太可能出身民籍。
目前並不清楚巴氏是在何時被順治帝收為後宮主位，但推測巴氏的初始位份應為格格級，因為順治朝的福晉級嬪御多為蒙古王公之女，而小福晉級嬪御多為八旗出身，並且曾經為順治帝生育子女。順治八年十一月初一日子時，生順治帝第一子牛鈕（順治九年正月三十日辰時夭折）。順治十年十二月十三日辰時，生順治帝第三女（順治十五年三月夭折）。順治十一年十二月三十日戌時，生順治帝第五女（順治十七年十二月夭折）。
康熙八年，巴氏與順治帝的其他幾位遺孀一起遷居到長春宮。康熙九年，順治帝的遺孀內有六位小福晉，其中董鄂氏、穆克圖氏和唐氏的待遇略高於巴氏等小福晉。康熙年間，筆什赫額捏福晉去世後，葬於孝東陵。
《愛新覺羅宗譜·星源集慶》誤稱順治帝第五女之生母為「庶妃王氏」。